# Fluchttreppe

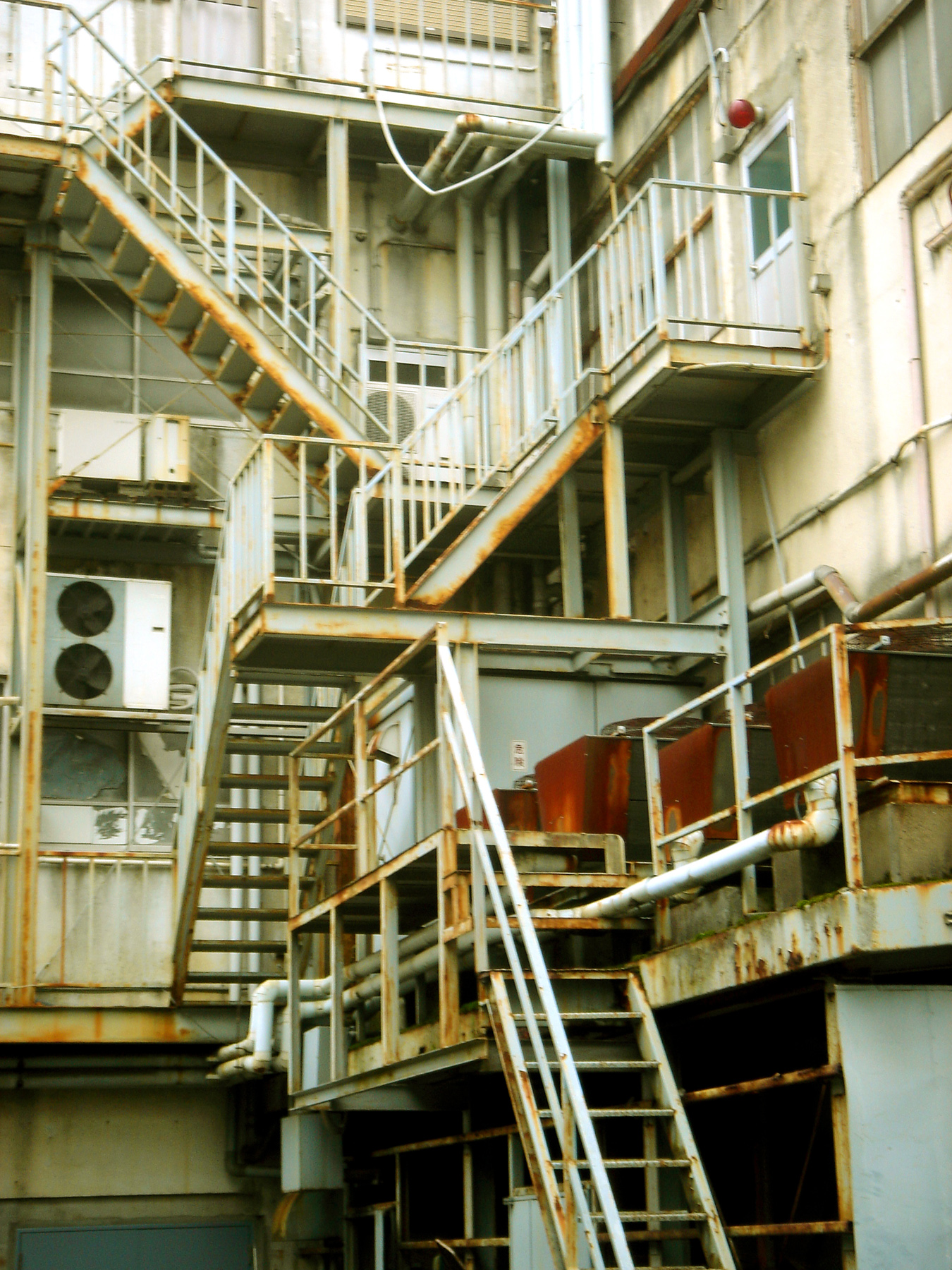
Außenliegende Fluchttreppen

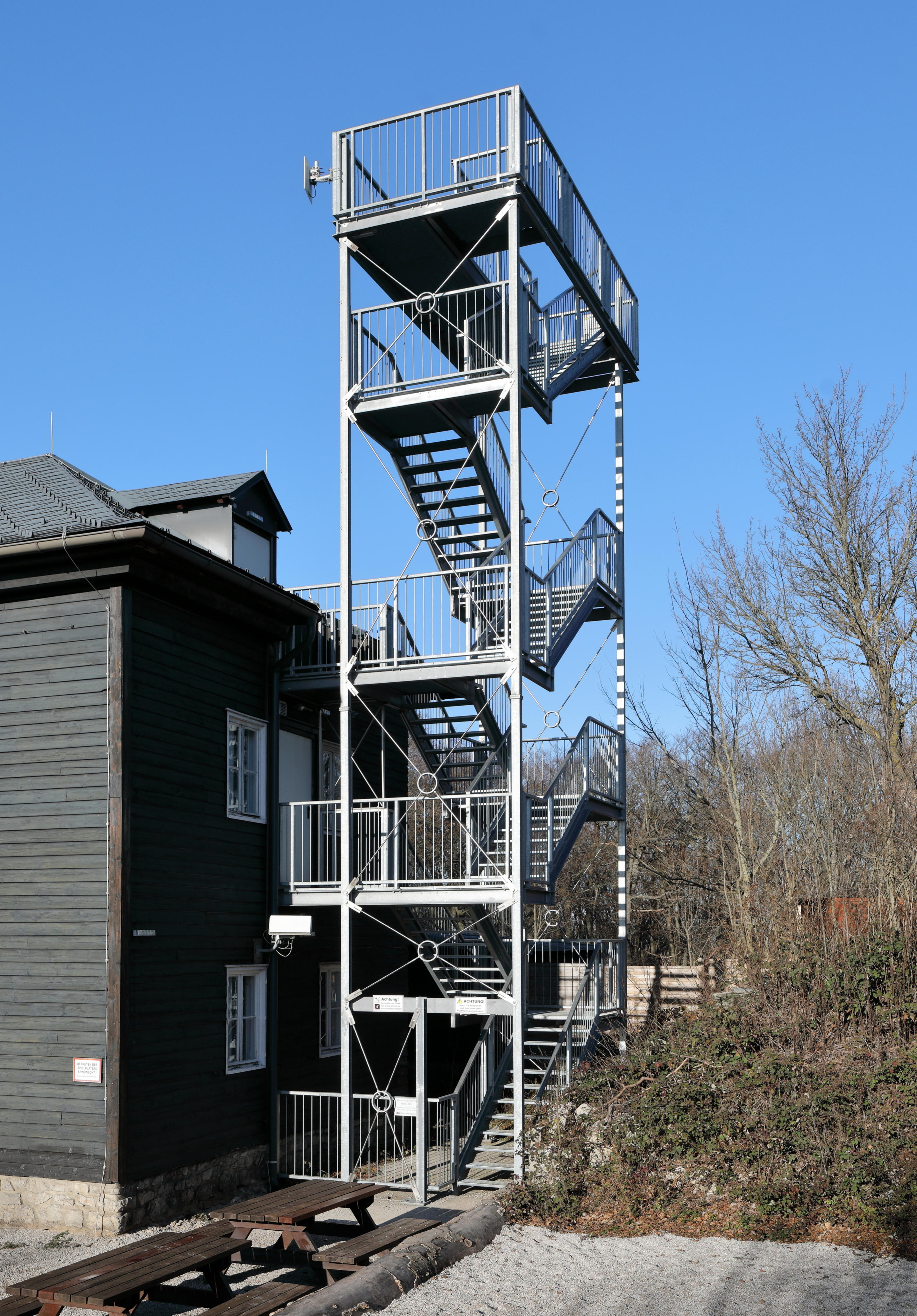
Fluchttreppe für das Ober- und Dachgeschoss des Peilsteinhauses, die durch „Überhöhung“ gleichzeitig als Aussichtsturm dient (2013 errichtet)

Als Fluchttreppe oder Feuertreppe bezeichnet man eine Treppe, die als Fluchtweg dient, um einem plötzlich auftauchenden, gefährlichen Ereignis, insbesondere einem Brand, auf sicherem Weg zu entkommen. Sie steht für die normale Erschließung eines Gebäudes nicht zur Verfügung. Meistens handelt es sich dabei um außenliegende Stahltreppen. Feuertreppen im Inneren erfordern auch einen entsprechend feuerbeständigen Treppenraum und eventuell feuerbeständige Flure zum Ausgang.
In den Bauordnungen der deutschen Bundesländer wird der Begriff notwendige Treppe verwendet. Demnach hat zu jedem Aufenthaltsraum oder Arbeitsraum mindestens eine notwendige Treppe zu führen.

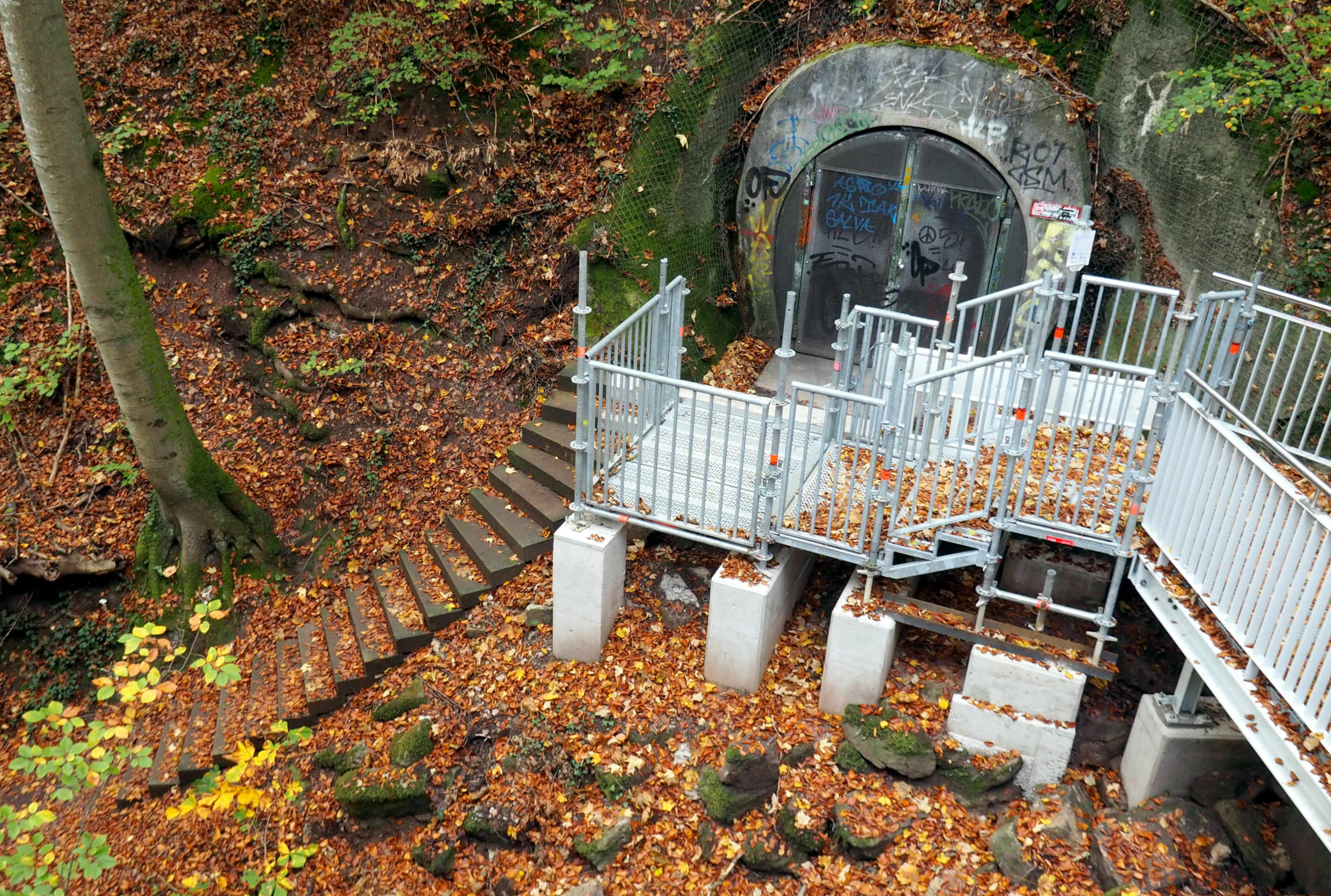
Treppen an einem Tunnelnotausgang im Gelände

## Anforderungen des Brandschutzes in Deutschland
- Treppen gelten als feuerbeständige Treppen, wenn sie aus nichtbrennbaren Baustoffen bestehen und ihre Tragfähigkeit unter Brand- und Löschwassereinwirkung nicht verlieren. Sie müssen den Durchgang von Feuer während einer Prüfzeit von 90 Minuten (F90) bzw. 120 Minuten (F120) verhindern. Feuerbeständige Treppen sind in Gebäuden mit mehr als fünf Vollgeschossen und in Hochhäusern vorgeschrieben. Treppenstufen aus Naturstein sind nicht feuerbeständig, da sie unter Einwirkung von Feuer und Löschwasser so hohen Spannungen ausgesetzt sein können, dass sie zerspringen.
- Treppen gelten als feuerhemmende Treppen, wenn sie bei einem Brand für die Dauer von 30 Minuten (F30) bzw. 60 Minuten (F60) den Durchgang des Feuers verhindern und dabei die Standfestigkeit und Tragfähigkeit nicht verlieren. Ohne Prüfung sind folgende Treppen feuerhemmend: Sandstein-, Mauerwerks-, Beton-, und Stahlbetontreppen mit mehr als 10 cm Querschnitt und Eichenholztreppen. Feuerhemmende Treppen sind in Gebäuden mit bis zu zwei Vollgeschossen zulässig. Wenn die tragenden Teile nicht brennbar sind, können sie auch in Gebäuden mit drei bis fünf Vollgeschossen verwendet werden.
- Für Wohnhaustreppen in Wohnhäusern mit bis zu zwei Wohnungen und in Mansardenwohnungen sind weniger strenge Auflagen bezüglich des Brandschutzes zu erfüllen, weshalb hier durchaus Holztreppen zum Einsatz kommen.